# لهجه شهرکردی
لهجه دهکردی یا لهجه شهرکردی یکی از لهجه‌های گویش چهارمحالی زبان فارسی است. زبان مردم بومی شهرکرد و نصرآباد (جرقویه)، کردی نیست و بر خلاف تصور عام کردی تکلم نمی‌کنند. مردم شهرکرد و نصرآباد دارای لهجه‌ای خاصی هستند که با وجود مفهوم بودن واژگان آن برای افراد غیر بومی، کلمات آن دارای آهنگ ادای خاصی است که لهجه شهرکردی را از لهجه معیار فارسی متمایز می‌سازد. اما لهجهٔ شهرکردی با لهجه و گویش معیار فارسی تفاوت‌های آوایی و واژگانی دارد و برخی واژه‌ها و پسوندهایی دارد که تنها در این لهجه دیده می‌شود.

## پیشینه
لهجه مردمان بومی شهرکرد در میان افراد محلی به لهجه دهکردی معروف است زیرا شهرکرد در قدیم دهکرد نامیده می‌شد و در شهریور سال ۱۳۱۴ خورشیدی از دهکرد به شهرکرد تغییر نام یافت. با توجه به شباهت‌های زیاد لهجه شهرکردی به زیر لهجه‌ها و لهجه‌های وابسته به لهجه اصفهانی و فاصله نزدیک شهرکرد تا اصفهان برخی معتقدند که لهجه شهرکردی گونه‌ای از گویش رایج مردم فلات مرکزی ایران به ویژه منطقه جی قدیم است به گونه‌ای که بسیاری از واژگان کاربردی در گویش فلات مرکزی ایران در کلیات واژگان لهجه شهرکردی به فراوانی یافت می‌شود و علامه دهخدا نیز در زمان سکونتش در حوالی شهرکرد در تدوین لغتنامه خود از بسیاری از این واژگان کلیدی بهره گرفته‌است. متأسفانه این لهجه در حال حاضر در حال نابودی است.

## انواع
افراد مسن و ساکنان برخی محله‌های قدیمی شهر، بیشتر از نسل جدید مردم شهرکرد به لهجه شهرکردی صحبت می‌کنند. لهجه شهرکردی به دو دسته تقسیم می‌شود:
- لهجه رعنایی
- لهجه شهری

لهجه رعنایی لهجه‌ای بسیار غلیظ است. لهجه رعنایی لهجه‌ای کمتر تغییر کرده‌است که ساکنین محله رعنایی‌ها و قسمت‌های جنوبی شهرکرد به آن سخن می‌گویند. محله رعنایی‌ها نام محله‌ای است قدیمی در شهرکرد که بیشتر به این لهجه سخن می‌گویند. لهجه شهری اگر چه از همان ریشه لهجه رعنایی است؛ اما زیر تأثیر روابط با سایر استان‌ها و مهاجرین سایر نقاط استان و همچنین برنامه‌های تلویزیونی از غلظت آن کاسته شده‌است و بیشتر به زبان معیار نزدیک است.

## ویژگی‌های منحصر به فرد
لهجه و گویش " دهکردی " یکی از لهجه‌ها و گویش‌های اصیل فارسی است و سرشار از واژه‌های بسیار قدمت داری است به‌طوری‌که پسوند 'اولی' (OLE) در حال حاضر فقط در لهجه دهکردی رایج است. در زیر مثال‌هایی از این پسوند منحصر به فرد آورده شده‌است.
| فارسی معیار    | لهجه شهرکردی |
| -------------- | ------------ |
| خاک آلود       | خاکولی       |
| چرک آلود       | چرکولی       |
| جسم گرد و کروی | گردولی       |
| چاقالو         | گمبولی       |

تخلیص‌سازی واژگان و کوتاه‌سازی جمله یکی از مهم‌ترین خصوصیات لهجه دهکردی است که این لهجه را تبدیل به یک گویش تک جغرافیایی کرده‌است. اگر چه تخلیص‌سازی در فارسی معیار در مورد واژگان استفاده می‌شود اما در این لهجه گاه یک جمله کامل دارای فعل و فاعل و تکلم دستوری به یک کلمه کاهش می‌یابد. 
- به‌طور مثال:

بِرتابِریم که یعنی بفرمایید بروید تا برویم
پَبَرچی  که یعنی پس برای چی؟

## آواشناسی
گویش شهرکردی یکی از گویش‌های اصیل زبان فارسی است. که تفاوت‌هایی با زبان فارسی معیار دارد.
| نوع تغییر | از شکل اصلی آوا | به شکل تغییر یافته آوا | مثال در زبان فارسی معیار | مثال در لهجه شهرکردی |
| --------- | --------------- | ---------------------- | ------------------------ | -------------------- |
| کاهش      | پَس              | پَ                      | پس تو چی؟                | پَ تو چی؟             |
| کاهش      | اَز              | اَ                      | از او بپرس               | اَ او بپرس            |
| کاهش      | مَن              | مَ                      | از من نپرس               | اَ مَ نپرس             |
| کاهش      | اَست             | اِس                     | سَرد اَست                  | سَردِس                 |
| تبدیل     | رو              | آ                      | کتاب را بده              | کتابابده             |
| تبدیل     | ید              | ین                     | رفتید؟                   | رفتین؟               |
| تبدیل     | ُ                | او                     | می‌کنی                    | می کونی              |
| تبدیل     | ُ                | او                     | کُجا                      | کوجا                 |
| تبدیل     | َ                | ُ                       | خودَم                     | خودُم                 |
| تبدیل     | َ                | ُ                       | مَغازه                    | مُغازه                |
| تبدیل     | َ                | ُ                       | دَماغ                     | دُماغ                 |
| تبدیل     | آ               | او                     | دُکان                     | دُکون                 |
| تبدیل     | آ               | او                     | تنبان                    | تنبون                |
| تبدیل     | آ               | او                     | دیگران                   | دیگرون               |
| تبدیل     | ق               | خ                      | وقتی                     | وختی                 |
| تبدیل     | ق               | خ                      | یقه                      | یخه                  |
| تبدیل     | بِ               | بی                     | بِریز                     | بیریز                |
| تبدیل     | بِ               | بی                     | بِمیر                     | بیمیر                |
| تبدیل     | بِ               | بی                     | بِچین                     | بیچین                |
| تبدیل     | بِ               | بی                     | بِشین                     | بیشین                |
| کاهش      | نِمی             | نِم                     | نمی‌بینم                  | نم بینم              |
| کاهش      | نِمی             | نِم                     | نمی‌توانم                 | نم تونم              |
| کاهش      | نِمی             | نِم                     | نمی‌خواهم                 | نِم خام               |

## واژگان
در لهجه شهرکردی کلماتی دیده می‌شود که یا در لهجه‌های دیگر دیده نمی‌شود یا طرز تلفظش آن قدر متفاوت است که ممکن است یک غیر بومی متوجه معنی آن نشود. در زیر برخی از این کلمات آورده شده‌است.
| لهجه شهرکردی    | فارس معیار               |
| --------------- | ------------------------ |
| دَده             | خواهر                    |
| دادا/داداهه     | برادر                    |
| کاکا/کاکاهه     | برادر                    |
| خُنُک             | آدم بی‌مزه                |
| صُح              | صُبح                      |
| جَخ              | تازه، هم اکنون           |
| جُستن            | پیدا کردن                |
| پیش کردن        | بستن در به حالت نیمه باز |
| جلد باش/جلت باش | عجله کن، سریع باش        |
| تُرکیدن          | آهسته قدم زدن            |
| وخی/ وخسه       | برخیز، بلند شو           |
| خُب              | خوب                      |
| آمُختِه           | سازگار، عادت             |
| یُن/یُنا/یُنانِه    | این/این ها/این‌ها را      |
| اُو              | آب                       |
| چوری            | جوجه                     |
| لُو              | لب                       |
| هَشتَن            | گذاشتن                   |
| حُشا/اُشا         | خانه، حیاط               |

## شعری به لهجه دهکردی
شعر زیر به لهجه دهکردی سروده شده‌است.
| گر تولی خاکولی دنبالِ تونَم   |  | مِث گدا سَقّاخانه لالِ تَونم   |
| عینِ گنگیشکایِ گنگِ تو قفس     |  | مرده خُب یا بدِ فالِ تونم    |
| عَینهِو کوله‌گرایِ پاپِتی        |  | جُل و کول بستم و حمّال تونَم |
| یِه تُله پاتا بیال رو گولی‌یام |  | تا بیدونی که مَ پامالِ تونَم |
| هرکیِا هَشْتی تو به حالِ خودش   |  | مَ دلْ آلمونْ زده حالِ تونَم   |
| نِم وزِد باد تا بیُفتمْ دَمْ پاتْ  |  | تا ببینی که سیبِ کالِ‌تَونم   |
| غمْ ندارَمْ کِه دلُمْ زیرْ بارِسْ    |  | اَصْ اَیادْ مونده هر سالِ تونَم |

شاعر اسفندیار ساکنیان دهکردی برگرفته شده از کتاب قوطی بیگیر بینیشون ناشر حوزه هنری استان چهارمحال وبختیاری